# 거짓말 2014
"거짓말 2014"는 한국에서 제작된 이민환 감독의 2014년 멜로/로맨스 영화이다. 윤설희 등이 주연으로 출연하였다.

## 출연

### 주연
- 윤설희
- 홍석연

## 기타
- 제작총괄: 최광래
- 조명: 최정수
- 조명: 김승수
- 연출부: 김민정
- 연출부: 정문복
- 연출부: 김영록
- 연출부: 조용복
- 조감독: 전소민
- 동시녹음: 우성찬
- 미술: 김성희
- 미술: 노진아
- 분장: 함선화